# NGC 3280A
NGC 3280A (другие обозначения — NGC 3295A, IC 617, MCG -2-27-6, NPM1G -12.0321, PGC 31153) — линзовидная галактика в созвездии Гидры.  Открыта Эндрю Коммоном в 1880 году.
Этот объект занесён в новый общий каталог несколько раз, с обозначениями NGC 3280A, NGC 3295A. Является частью системы из трёх галактик NGC 3280. Независимо от Коммона, галактику в 1886 году открыл Фрэнк Ливенворт, его открытие вошло в Новый общий каталог как NGC 3295B. Оба открывателя указали координаты с ошибкой. После них в 1892 году галактику наблюдал Стефан Жавел, она вошла в Индекс-каталог как IC 617.
Этот объект входит в число перечисленных в оригинальной редакции «Нового общего каталога».